# Negri - Sport in the U.S.A.
Negri - Sport in the U.S.A.  è un film  documentario del 2020 diretto da Francesco Gallo.
È stato presentato al Cinema Farnese di Roma all'interno della rassegna Da Venezia a Roma.
Il documentario, inoltre, è stato premiato come Miglior Documentario al Los Angeles Cinematography Awards (LACA), al Nice Côte d'Azur International FICTS Festival du Cinéma Sportif e allo Sport Movies&Tv World Championship nella categoria Sport and Solidarity, gli ultimi due organizzati dalla Fédération internationale cinéma et télévision sportifs.

## Trama
In occasione del 400º anniversario dell’arrivo negli Stati Uniti dei primi schiavi dall’Africa, il documentario racconta un secolo di storia afroamericana attraverso le vicende dei più grandi atleti di colore. Da Major Taylor a Jesse Owens, da Jackie Robinson a Muhammad Ali, fino a Colin Kaepernick. Cento anni di sport che hanno contraddistinto la storia degli Stati Uniti, «un Paese dove ancora oggi sono annidate le radici di un razzismo difficile da estirpare».
Il documentario (dal titolo volutamente provocatorio) utilizza lo sport e i suoi campioni per comprendere una Nazione. Ma anche per ribadirne la capacità di cambiare il mondo e — come disse Nelson Mandela – «creare speranza e rappresentare un valido strumento di pace».

## Riconoscimenti
- Los Angeles Cinematography AWARDS - Miglior Documentario
- Nice Côte d'Azur International FICTS Festival du Cinéma Sportif - Miglior Documentario
- Sport Movies&Tv World Championship Final - Daniele Redaelli Award - Sport and Solidarity